# Живојин Петровић (лекар)
Живојин Петровић (Синовци, 1928) српски је лекар. Први је специјалиста трансфузиолог, са специјалистичким испитом из трансфузиологије положеним у Београду 1971. године. Оснивач је Сулужбе и њен први начелник. По завршеној Основној школи у Турековцу и Гимназији у Лесковцу завршио је Медицински факултет у Београду 1957. године. У болници у Лесковцу је и обавио лекарски стаж. У почетку је радио у Здравственој станици број 2 у Лесковцу, а затим у један период био и санитарни инспектор, а затим прешао у болницу и добио специјализацију из трансфузије. Активан је члан Подружнице Српског лекарског друштва. Објавио је преко 30 радова. Активан је и сардник Црвеног крста. Назив примаријуса добио је 1986. године. Начелник Трансфузиолошке службе остао је до свог пензионисања 1993. године. Добитник је Дипломе СЛД. У свом професионалном раду дао је добре резултате организујући акције прикупљања крви. Држао је предавња на јавним трибинама и предузећима ради већег прикупљања крви.